# Hans Selander
Hans Selander (15. března 1945, Helsingborg – 15. prosince 2023, Falkenberg) byl švédský fotbalista, obránce.

## Fotbalová kariéra
Ve švédské lize začínal v týmu Helsingborgs IF. Dále hrál za Upsala IF a IK Sirius Fotboll a druhou německou bundesligu za Wormatia Worms. Po návratu do Švédska hrál rok za IK Sirius Fotboll a následně za Halmstads BK, se kterým získal dvakrát mistrovský titul. Celkem odehrál ve švédské lize 300 utkání a dal 35 gólů. V Poháru mistrů evropských zemí nastoupil v 4 utkáních. Za reprezentaci Švédska nastoupil v letech 1966–1977 ve 42 utkáních a dal 3 góly. Byl členem švédské reprezentace na Mistrovství světa ve fotbale 1970, nastoupil ve 2 utkáních. 

## Ligová bilance
| Ročník                                    | Zápasy | Góly | Klub              |
| ----------------------------------------- | ------ | ---- | ----------------- |
| 1. švédská liga 1962                      | 0      | 0    | Helsingborgs IF   |
| 1. švédská liga 1963                      | 3      | 0    | Helsingborgs IF   |
| 1. švédská liga 1964                      | 13     | 1    | Helsingborgs IF   |
| 1. švédská liga 1965                      | 22     | 3    | Helsingborgs IF   |
| 1. švédská liga 1966                      | 21     | 1    | Helsingborgs IF   |
| 1. švédská liga 1967                      | 12     | 1    | Helsingborgs IF   |
| 1. švédská liga 1968                      | 18     | 1    | Helsingborgs IF   |
| 1. švédská liga 1973                      | 25     | 6    | IK Sirius Fotboll |
| 2. německá fotbalová Bundesliga 1973/1974 | 18     | 4    | Wormatia Worms    |
| 1. švédská liga 1974                      | 20     | 5    | IK Sirius Fotboll |
| 1. švédská liga 1975                      | 25     | 2    | Halmstads BK      |
| 1. švédská liga 1976                      | 23     | 4    | Halmstads BK      |
| 1. švédská liga 1977                      | 25     | 4    | Halmstads BK      |
| 1. švédská liga 1978                      | 26     | 2    | Halmstads BK      |
| 1. švédská liga 1979                      | 24     | 4    | Halmstads BK      |
| 1. švédská liga 1980                      | 23     | 1    | Halmstads BK      |
| 1. švédská liga 1981                      | 20     | 0    | Halmstads BK      |
| CELKEM 1. švédská liga                    | 300    | 35   |                   |
| CELKEM 2. německá fotbalová Bundesliga    | 18     | 4    |                   |